# 대흥고등학교
대흥고등학교(大興高等學校)는 대한민국 충청남도 예산군 대흥면 상중리에 있는 사립 고등학교이다.

## 학교 연혁
- 1966년 2월 22일 : 대흥고등학교 설립 인가(3학급)
- 1966년 3월 26일 : 대흥고등학교 개교
- 1971년 12월 1일 : 대흥고등학교 학급 증설(6학급)
- 1990년 9월 10일 : 대흥고등학교 교실 준공(6실)
- 2000년 12월 2일 : 다목적실(청묵관) 준공
- 2005년 1월 11일 : 기숙사(우정학사) 준공
- 2009년 5월 25일 : 도서관(숭산관) 준공
- 2012년 1월 31일 : 급식실 준공
- 2015년 3월 1일 : 충남 행복나눔학교(혁신학교) 지정 운영
- 2016년 8월 3일 : 음악실 및 미술실(해밀관) 준공
- 2016년 10월 17일 : 학교법인 대흥학원 육광심 이사장 취임
- 2018년 3월 1일 : 제7대 김종윤 교장 취임
- 2019년 3월 1일 : 충남 혁신학교 재지정 운영
- 2020년 7월 11일 : 기숙사(효림학사) 준공
- 2022년 3월 2일 : 고교학점제 선도학교 선정
- 2024년 1월 5일 : 제56회 졸업장 수여식(졸업생 누계 4,322명)
- 2024년 3월 4일 : 2024학년도 신입생 입학식(42명)

## 참고 자료
- 대흥고등학교 - 한국교육학술정보원 학교알리미